# Liste der Monuments historiques in Corfélix
Die Liste der Monuments historiques in Corfélix führt die Monuments historiques in der französischen Gemeinde Corfélix auf.

## Liste der Immobilien
| Bezeichnung      | Beschreibung            | Standort               | Kennzeichnung | Schutzstatus | Datum | Bild           |
| ---------------- | ----------------------- | ---------------------- | ------------- | ------------ | ----- | -------------- |
| Kirche St-Memmie | aus dem 12. Jahrhundert | Rue de l’Église (Lage) | PA00078673    | Classé       | 1915  | weitere Bilder |

## Liste der Objekte
| Bezeichnung                | Beschreibung                                                     | Standort                       | Kennzeichnung | Schutzstatus | Datum | Bild |
| -------------------------- | ---------------------------------------------------------------- | ------------------------------ | ------------- | ------------ | ----- | ---- |
| Linker Seitenaltar         | Holz, farbig gefasst, 18. Jahrhundert                            | in der Kirche St-Memmie (Lage) | PM51003646    | Inscrit      | 1996  |      |
| Rechter Seitenaltar        | Holz, farbig gefasst, 17. Jahrhundert                            | in der Kirche St-Memmie (Lage) | PM51003647    | Inscrit      | 1996  |      |
| Gemälde Verklärung Christi | Ölfarbe auf Leinwand, 18. Jahrhundert                            | in der Kirche St-Memmie (Lage) | PM51003649    | Inscrit      | 1996  |      |
| Hauptaltar                 | Altartisch und Tabernakel; Holz, farbig gefasst, 18. Jahrhundert | in der Kirche St-Memmie (Lage) | PM51003648    | Inscrit      | 1996  |      |
| Skulptur Heiliger Memmius  | Stein, 18. Jahrhundert                                           | in der Kirche St-Memmie (Lage) | PM51003644    | Inscrit      | 1996  |      |
| Skulptur Madonna mit Kind  | Stein, 17. Jahrhundert                                           | in der Kirche St-Memmie (Lage) | PM51003645    | Inscrit      | 1996  |      |
| Kruzifix                   | Holz, 17. Jahrhundert                                            | in der Kirche St-Memmie (Lage) | PM51003650    | Inscrit      | 1996  |      |